# Toshihiro Hattori
Toshihiro Hattori (Prefectura de Shizuoka, Japó, 23 de setembre de 1973) és un futbolista japonès.

## Selecció japonesa
Toshihiro Hattori va disputar 44 partits amb la selecció japonesa.